# محب الدين الخطيب
محب الدين الخطيب (أواخر يوليو 1886 - 30 ديسمبر 1969م) وبالكامل محب الدين بن أبي الفتح بن عبد القادر بن صالح بن عبد الرحيم بن محمد الخطيب الكيلاني أديب وكاتب وصحفي ومحقق وناشر وداعية إسلامي سوري. ولد الخطيب في دمشق وتعلم بها ومن ثم تعلم في الاستانة. شارك سنة 1324 هـ في إنشاء جمعية بدمشق سميت النهضة العربية وكان من أعضائها الدكتور صالح الدين القاسمي. ورحل إلى صنعاء فترجم عن اللغة التركية وعمل في بعض مدارسها. ولما أعلن الدستور العثماني عام 1908 عاد إلى دمشق. ثم زار الأستانة ومنها قصد القاهرة عام 1909 فعمل في تحرير  صحيفة المؤيد. وانتدبته إحدى الجمعيات العربية في أوائل الحرب العامة الأولى، للاتصال بأمراء العرب فاعتقله الإنكليز في البصرة سبعة أشهر. وأعلنت في مكة الثورة العربية (1916) فقصدها وحرر جريدة القبلة فحكم عليه الأتراك بالإعدام غيابيا. ولما جلا العثمانيون عن دمشق عاد إليها (1918) وتولى إدارة جريدة العاصمة. وفر بعد دخول الفرنسيين سوريا ولبنان فاستقر في القاهرة وعمل محررا في الأهرام. وأصدر مجلتيه الزهراء والفتح وكان من أوائل مؤسسي جمعية الشبان المسلمين. وتولى تحرير مجلة الأزهر ست سنوات. وأنشأ المطبعة السلفية ومكتبتها، فأشرف على نشر عدد كبير من كتب التراث وغيرها. ونشر من تأليفه اتجاه الموجات البشرية في جزيرة العرب و تاريخ مدينة الزهراء بالأندلس و ذكرى موقعة حطين و الأزهر، ماضيه وحاضره والحاجة إلى إصلاحه و الرعيل الأول في الإسلام و الحديقة مجموعة كبيرة في إجزاء صغيرة أصدر منها 13 جزءا. وترجم عن التركية كتبا منها سرائر القرآن وضمت خزانة كتبه نحو عشرين ألف مجلد مطبوع تغلب فيها النوادر. وهو خال الشيخ الفقيه الأديب علي الطنطاوي، وإخوته: القاضي الشاعر ناجي الطنطاوي، والدكتور في الرياضيات عبد الغني الطنطاوي، والفيزيائي الأديب محمد سعيد الطنطاوي.
عرف العالم العربي نهاية القرن 19م وبداية القرن 20م مجموعة من المفكرين العرب عرفوا بدعاة القومية العربية حيث نادوا بالوحدة العربية دون تفرقة تجمعهم هوية واحدة هي العروبة ودين واحد وهو الإسلام. وممن عرفوا في هذا الاتجاه المفكر محب الدين الخطيب الذي كان بفكره يهدف إلى لم شمل العرب بعد أن بقي يئن لقرون تحت سيطرة ووطأت الاستعمار الأجنبي و بأشكاله المختلفة وقد كان في منظوره أن العروبة لها ثلاث ركائز اللغة والإخلاص للأمة العربية والوفاء للدين الإسلام.
كانت جهود محب الدين الخطيب في الصحافة متواصلة منذ بواكير شبابه ففي عام 1908 شارك عمال صحيفة (القبس) في تحرير عدد هزلي انتقادي لبعض تصرفات الحكومة ورجالها سماه (طار الخرج) فانتشر أيما انتشار ونفدت طبعاته، فتبعت السلطات التركية محرريه، فسافر محب الدين إلى بيروت، فأمرت الحكومة بملاحقته، فانتقل إلى القاهرة وهناك شارك في جريدة المؤيد المصرية التي نشر فيها كثيراً من أعمال المبشرين البروتستانت نقلاً عن مجلتهم «مجلة العالم الإسلامي» الفرنسيّة، ووضح ما يراد بالمسلمين.
عندما تأسس حزب اللامركزية العثماني في القاهرة عام 1913 برئاسة رفيق العظم كان محب الدين عضو مجلس الإدارة وكاتم السر الثاني فيها. وتأسست في بيروت ثم في باريس جمعية العربية الفتاة فكان محب الدين يمثل هذه الجمعية بمصر، وينفذ قراراتها التي لها علاقة بحزب اللامركزية. وفي هذه السنة 1913 أيضاً أسس محمد رشيد رضا مدرسة الدعوة والإرشاد فوقع اختياره على محب الدين ليدرس علم طبقات الأرض. وعندما وقعت الحرب العالمية الأولى قررت الجمعيات السرية ورجالات القومية العربية إيفاد مندوبين إلى زعماء العرب لمفاوضتهم في أمرها، واختاروا محب الدين للسفر إلى جزيرة العرب في محاولة للاجتماع بزعماء تلك المنطقة، فسار إلى عدن ثم بومباي ثم أبحر إلى الكويت فاعتقله ضابط بريطاني ومكث في السجن تسعة أشهر دون أن يتمكن من إتمام مهمته، وعاد إلى مصر والحرب على أشدها والاضطهاد التركي في ذروته.
طلبه الشريف الحسين بن علي برقياً فسافر إلى مكة فأسس المطبعة الأميريّة، وأصدر جريدة القبلة الناطقة باسم حكومة الحجاز، وكانت صحيفة دينية سياسية واجتماعية وإخبارية تصدر مرتين في الأسبوع، كما أصدر صحيفة (الارتقاء) في شوال سنة 1335هـ (1917م) وكانت صحيفة أدبية وتاريخية أسبوعية. وكان الشريف حسين يستشيره في أكثر أموره الخارجية هو والشيخ كامل القصاب بصفتهما من رجال جمعية العربية الفتاة. ولمّا دخل جيش العربي مدينة دمشق عام 1918م بقيادة الأمير فيصل عاد محب الدين الخطيب إليها، واستقبلته جمعية العربية الفتاة ليكون عضواً في لجنتها المركزية التي تشرف على إدارة الدولة من وراء ستار، وأنيط به إدارة وتحرير الجريدة الرسمية للحكومة باسم العاصمة وأُبيح له أن يكتب مقالات توجيهية كما يشاء بلا رقابة. وبعد الغزو الفرنسي للبنان وسوريا عاد الخطيب إلى القاهرة مجددا عام 1920 وعمل في تحرير جريدة الأهرام خمس سنوات. وحتى سنة 1344هـ (أواخر عام 1925م) وقد هاجم الصحيفة لاحقاً ورد على كُتَّابها؛ مبرراً ذلك في مقال (الأهرام شرُّ وسيط بين الإسلام وفرنسا) المنشور بصحيفة الفتح:«لأني رجل عرفتُ ديني قبل أن أعرف جريدة الأهرام ومَن فيها، فلا أخذل صديقي القديم لأحظى برضا غيره.»
أصدر لاحقاً مجلة الزهراء من خلال مطبعته في محرم سنة 1343هـ (1924م)؛ وكانت مجلة دينية أدبية واجتماعية تصدر مرتين في الشهر ودامت خمس سنين. وفي ذي الحجة من عام 1344هـ (1926م) أصدر صحيفة الفتح الأسبوعية وكانت من الصحف الإسلامية المتميزة التي ظهرت في العالم العربي وكانت تُعنَى بالتاريخ والأحداث السياسية والاجتماعية، واستمرت صحيفة الفتح تصدر أكثر من عشرين عامًا، وقد استقطبت هذه الصحيفة أشهر كُتاب العالم الإسلامي آنذاك، وتصدت للدفاع عن حقائق الإسلام وحقوق المسلمين. وقد بيَّن سبب إصداره تلك الصحيفة في إحدى افتتاحياتها فقال:«إن الفتح أُنشئت لمماشاة الحركة الإسلامية وتسجيل أطوارها، ولسد الحاجة إلى حادٍ يترنم بحقائق الإسلام مستهدفًا تثقيف النشء الإسلامي وصبغه بصبغة إسلامية أصيلة يظهر أثرها في عقائد الشباب وأخلاقهم وتصرفاتهم وحماية الميراث التاريخي الذي وصلت أمانته إلى هذا الجيل من الأجيال الإسلامية التي تقدمته.» ثم اضطر الخطيب إلى إيقاف إصدار الصحيفة في أواخر سنة 1367هـ (1948م)، يقول:«أوقفتها حينما أصبح حامل المصحف في هذا البلد مجرمًا يفتَّش ويعاقَب.» ثم تولى رئاسة تحرير مجلة الأزهر التي كانت تصدر عن مشيخة الأزهر، وكانت مجلة دينية وأدبية شهرية، وظل في منصبه هذا طيلة ست سنوات في ما بين عامي (1952 - 1958م) وعلى أثر سوء تفاهم مع القائمين على الأزهر استقال من رئاسة تحرير مجلة الأزهر. وأخيراً أصدر بالتعاون مع حسن البنا وطنطاوي جوهري مجلة الإخوان المسلمون الأسبوعية سنة 1933م.

## النشأة

### ولادته وأسرته
هو محب الدين بن أبي الفتح بن عبد القادر بن صالح بن عبد الرحيم بن محمد الخطيب، ولد في حي القيمريّة بدمشق في شهر رجب سنة 1303 هـ / 1886م. أصل أسرته من بغداد من ذرية الشيخ عبد القادر الجيلاني، ولقد هاجرت أسرته إلى حماة في بلاد الشام، ونزح فرع منها إلى قرية عدرا وفريق إلى مدينة دمشق. ينتسب لعائلة “الخطيب” التي أخذت اسمها هذا بسبب تعاقب رجالاتها على الخطابة في جامع بني أميّة بدمشق، والده هو الشيخ أبو الفتح الخطيب من رجالات دمشق، كان أمين دار الكتب الظاهرية، تولّى التدريس والوعظ في الجامع الأموي، ولهُ عدّة مصنفات منها: «مختصر تاريخ ابن عساكر» و«مختصر تيسير الطالب»، و«شرح للعوامل». والدته هي السيدة آسيا بنت محمد الجلاد، والدها من ملاكي الأراضي الزراعيّة بدمشق. نشأ محب الدين في أسرة دينية ذات علم، فقد كانت أمه صالحة ذات فضل، توفيت في الفلاة بين مكة والمدينة بريح السموم، وهي راجعة من فريضة الحج في ركب المحمل الشامي، وكان محب الدين صغيراً في حجرها ساعة موتها. كفله والده ليعوضه حنان الأم، وعند رجوعه إلى دمشق من رحلة الحج ألحقه والده وهو في السابعة بمدرسة الترقي النموذجيّة، وحصل منها على شهادة إتمام المرحلة الابتدائيّة بدرجة جيد جداً، ثمّ التحق بمدرسة مكتب عنبر، وبعد سنة توفي والده.

### طلبه للعلم
رأت أسرته أن يترك المدرسة، فتركها ولازم العلماء، وكان في هذه الفترة الشيخ طاهر الجزائري مشرفاً على المكتبات والمدارس في بلاد الشام غائباً عن دمشق فلمّا عاد وكانت بينه وبين أبي الفتح الخطيب صلة ومودة وإخاء فلمّا علم بموت والد محب الدين احتواه وعطف عليه ووجهه نحو العلم لينهل منه ويتضلّع من مشاربه وغرس فيه حب قراءة التراث العربي الإسلامي وبث فيه حب الدعوة إلى الله. حرّضه على إيقاظ العرب ليقووا على حمل رسالة الإسلام، فهم مادة الإسلام.
ولذلك كان يقول العلامة محب الدين الخطيب:«من هذا الشيخ عرفت إسلامي وعروبتي.» وسعى شيخه الجزائري ليخلف محب الدين أباه في دار الكتب الظاهرية على أن ينوب عنه من يقوم بها حتى يبلغ سن الرشد، وفي فترة الانتظار كان ينتقي لتلميذه محب الدين الخطيب مخطوطات من تأليف شيخ الإسلام ابن تيمية وأضرابه فيكلّفه بنسخها. وانتفع محب الدين بهذا العمل من ناحيتين: الأولى توسعت ثقافته العلميّة، وترسخ في العلم وبخاصّة انتفاعه بكتب شيخ الإسلام ابن تيمية ومدرسته السلفيّة، فاستفاد بذلك اطلاعاً على الإسلام المصفّى من البدع والخرافات والأوهام. الثانية أشغل وقته وانتفع بأجرة النسخ.
وجّه الشيخ الجزائري تلميذه للالتحاق مرة ثانية بمدرسة مكتب عنبر - وهي المدرسة العثمانية الوحيدة في دمشق آنذاك - وأوصاه بالتردد على العلماء مثل أحمد النويلاتي وجمال الدين القاسمي ومحمد علي مسلم، حيث كانت لهم غرف في مدرسة عبد الله باشا العظم في هذه الفترة المبكرة تفتحت آفاق التفكير العلمي عند محب الدين الخطيب، وانتفع بما تلقاه في المدرسة من علوم كونيّة، وأضاف إليها مطالعاته المتواصلة في دار الكتب الظاهريّة، واطلاعه على المجلات الكبرى في عصره مثل المقتطف والهلال والضياء. في هذه الفترة كان يبث أفكار شيخه الجزائري، ويكتب المقالات العلميّة والقطع الأدبيّة التي يعربها من التركيّة، ويرسل بها إلى صحيفة ثمرات الزمان في بيروت.
يعتبر محب الدين الخطيب سلفيّ ينتمي إلى مدرسة السلفيّة الدمشقيّة التي تعدّ امتدادًا للسلفيّة الإصلاحيّة التي أسّسها الشّيخ محمد عبده وكان أبرز روّادها الشّيخ محمد رشيد رضا، فكان محبّ الدين الابن الرّوحيّ للشّيخ طاهر الجزائري الذي يعدّ الأب الفعليّ للسلفيّة الدمشقيّة التي اشتهرت نسبتها إلى جمال الدّين القاسمي. وقد أخذ الشّيخ محب الدين عن القاسمي أيضًا بتوجيهٍ من الشّيخ طاهر، وقال محبّ الدين عن الشّيخ الجزائري:«مِن هذا الشيخ الحكيم عرفت عروبتي وإسلامي.»

### رحلاته العلميّة والدعويّة
بعد أن أنهى الخطيب دراسته الثانويّة عام 1906م في بيروت، انتقل إلى عاصمة الخلافة: إسطنبول المعروفة يومئذٍ بـ«الأستانة»، وهي «القسطنطينية» والتحق بكليتي الآداب والحقوق. ونزل هناك في حي يكثر فيه أبناء العرب وطلاب العلم، ورأى هناك أمراً عجباً الطلاب العرب يجهلون قواعد لغتهم وإملاؤها وآدابها،ويتكلّمون بينهم برطانة الترك، فانتخب الشيخ محب الدين الخطيب من الشباب العرب طائفة أقنعها بوجوب تعلّم لسان العرب، واتفق مع صديقه الأمير عارف الشهابي أن يعلما هؤلاء الشباب العرب لغتهم، وبعد فترة أسسوا جمعية النهضة العربيّة وكان صديقه العلامة الأستاذ محمد كرد علي يرسل إليهم الصحف بالبريد. شعر الأتراك الاتحاديّون الذين انقلبوا على الخلافة العثمانية بكيد من يهود الدونمة، وأبقوا للخليفة الاسم ولهم الرسم، وشعروا بنشاط جمعيّة النهضة العربيّة فداهموا غرفة الشيخ محب الدين الخطيب، ووجدوا فيها أوراقاً وصحفاً عربيّة، وكاد الشيخ أن يهلك لولا أنّ الله قيّض له رجلاً كانت تربطه بأسرته روابط قويّة، فغادر الخطيب الأستانة بعد الانتهاء من السنة الثالثة إلى دمشق. بعد ذلك اكتفى محب الدين بالدراسة في كلية الحقوق، ولما نجح إلى السنة الثالثة كانت الخطة أن يتفرغ في العطلة المدرسية لمواصلة العمل في جمعية النهضة لولا أن شدة المراقبة حملته باقتراح من إخوانه أن يسافر إلى دمشق، وكان قد كتب إلى اثنين من خلصائه في دمشق يخبرهما بتأسيس جمعية النهضة العربية في استانبول ويدعوهما للالتحاق بها، وأن يتعاونا في ذلك على تأسيس فرع لها في دمشق، فانتهز محب الدين هذه العطلة، وتعهد فرع الجمعية هذا حين قدومه دمشق صيف 1907 وفي أثناء العطلة تلقى رسالة من صديقه عارف الشهابي يطلب إليه فيها البقاء في دمشق مدة سنة إلى أن تهدأ الحالة في استانبول وتنقطع الرقابة على الجمعية وأعضائها.

#### جمعية النهضة العربية
لم يُنه الخطيب دراسته الثانوية في مدرسته مكتب عنبر، إذ عثر بحوزته على دواوين شعرية تمجد الحرية، وكتب ممنوعة تهاجم سياسات الدولة العثمانية تحت حكم السلطان عبد الحميد الثاني، فآثر الانتقال إلى مدرسة بيروت لينال منها شهادته. ورغم ذلك، كان السفر إلى الأسِتانة عاصمة الدولة العثمانية الخيار الأول للخطيب ليكمل دراسته الجامعية، حيث التحق بكليتي الآداب والحقوق معًا؛ معللًا ذلك، بأنّه ليس رغبة في الإكثار من العلم، وإنما الإكثار من العلاقات مع العرب، واكتشاف أفكارهم، صُدم محب الخطيب بجهل الشبّان العرب على اختلاف جنسياتهم باللغة العربية وقواعدها وآدابها، فضلًا عن إيثارهم التحدث فيما بينهم باللغة التركية كي يسهل اندماجهم في المجتمع، ومن ثمّ يسهل حصولهم على الوظائف. ولمّا كان الخطيب يؤمن أنّ نهضة العرب تبدأ من اهتمامهم بلغتهم، وأنّ تعزيز اللسان العربي جوهري لقوّة الإسلام وانتشاره، سعى إلى تعليم من تواصل معه من الشبان أساسيات اللغة، وبعض أشعارها، مع نفر من رفاقه من دمشق. نجحت جهود محب الخطيب في جذب المزيد إلى حلقات التعليم، وسرى الاعتزاز بالأصل العربي بين الدارسين، وتخلوا عن مشاعر الخزي والخجل من لغتهم الأم، فدفعهم ذلك إلى توسعة التجربة، فأسسوا جمعية النهضة العربية ونصبوه رئيسًا لها. لم تقتصر جهود محب الخطيب لنشر اللغة العربية بين أبنائها على المساعي التقليدية، مثل حلقات التدريس وحسب؛ وإنما لجأ إلى مواكبة الذوق العام للطلبة في الأسِتانة، فوقع اختياره على أحد المقاهي الرئيسية ليكون ملتقى للعرب، يسمعون فيه الأغاني العربية، ويقرأون ما يصل إليهم من جرائد ومجلات من مصر. تطوّرت حركة الخطيب وسط شريحة الطلاب، فتجاوزت دروس اللغة وجلسات المقهى؛ لتصبح ندوات فكرية تعالج دور هذه الصفوة في صناعة النهضة العربية. مما أزعج نظارة الضبطية التركية، فضيقت عليه خناق المراقبة، حتى اضطر إلى ترك الأسِتانة عقب انتهاء امتحان السنة الثانية، والعودة إلى دمشق.

## العمل
لم تكن الأمور الأمنية أكثر بحبوحة في دمشق، فعاد ليجد أن شيخه طاهر الجزائري قد غادرها وعدد من رفاقه إلى القاهرة، بعد انتشار التجسس والتضييق على الحريات. في ذلك الوقت، لاحت فرصة عمل في ميناء الحُديدة في اليمن، فقرر الخطيب السفر من فوره، لا سيّما بعد أن تلقى رسالة من صديقه الأمير عارف الشهابي في الأسِتانة يصف فيها تشديد المراقبة على أعضاء الجمعية، ويطلب منه التمهل في العودة. كان الطريق إلى اليمن يمر عبر مصر، وما أدراك بمصر وزخم الحياة الأدبية والصحفية والثقافية فيها في هذه الفترة فما إن وطئت قدمه القاهرة حتى انغمس في جوّها المشبّع بالمؤتمرات والصالونات الفكرية، فالتقى برموز هذا العصر من أمثال آل العظم، والشيخ محمد رشيد رضا.
ورغم نشاط فرع جمعيته في القاهرة، فإن الخطيب تحمّس إلى حديث الشيخ رضا عن جمعية الشورى العثمانية التي كان أحد مؤسسيها بهدف الضغط على الحكومة العثمانية لتصبح حكومة عدل وشورى، صيانة لدولة الخلافة من التمزق، وحماية لها من الانهيار، فحمل على عاتقه أن يكون مندوبًا للجمعية في اليمن، يدعو إلى مبادئها العادلة مثل تفعيل الحياة النيابية، وإنهاء حكم الفرد، وتعزيز الشورى، ومؤسسًا لفرعٍ لها. وفي المرحلة اليمنية، يمكننا أن نميّز كيف خطّ محب الخطيب لنفسه مسارين لقيامة الأمة العربية، لم ير بينهما تعارضًا. وهما مسار إحياء اللغة العربية وآدابها، وتنهض بعبئه جمعية النهضة العربية ومسار سياسي يهدف إلى إصلاح الحكومة العثمانية بالانخراط في جمعية الشورى العثمانية.
يقول الخطيب:«تعرفت بطائفة من الموظفين والضباط والأتراك والعرب، وبأعيان الحُديدة الذين فيهم قابلية لمحبة التقدم والنهوض والإصلاح. فمن كان منهم عربيًا نزاعًا إلى الخير؛ صار عضوًا في جمعية النهضة العربية، ومن كان من الضباط والموظفين ينزع إلى الحرية والإصلاح؛ صار في جمعية الشورى العثمانية.» ويتضح من قراءة مراسلات هذه المرحلة بين الخطيب وبين رفاق جمعيته في القاهرة ودمشق والأستانة؛ كيف سيطرت قضية نهضة أمّة العرب على فكره وقلبه. فكان جلّ خطاباته تحليلات ومقترحات لسبل بعث العرب من غفلتهم، ومن أهم اقتراحاته في هذا الشأن التوسع في إنشاء المدارس، والصحف، والمطابع، وفرق التمثيل والخطابة، والشركات الماديّة. أمّا في جانب الضغط على الحكومة العثمانية بغرض إصلاحها فقد نجح في تكوين قاعدة موالية لأفكار جمعية الشورى العثمانية من ضباط الحامية العثمانية في الحديدة، ومن رموز اليمن مثل القضاة الشرعيين وكبار الموظفين والتجّار والأعيان.

### اليمن
وقتها طلبت القنصلية البريطانية في الحديدة باليمن إلى القنصلية في دمشق أن تختار لها شاباً يتقن العربية والتركية، وأن يكون له إلمام بالقوانين العثمانية وشؤون القضاء، فالتحق بها ورآها فرصة للتعرف على اليمن، ومر في طريقه بمصر ليلتقي بشيخه طاهر الجزائري، وصديقه محمد كرد علي. حيث في مصر اتصل محب الدين الخطيب بالأعلام والأدباء وبزعماء النهضة المصرية حيث التقى بشيخه طاهر الجزائري وصديقه محمد كرد علي واجتمع بأركان جمعية الشورى العثمانية الذين فوضوه بتأسيس فرع رابع عشر لهم في اليمن. وفي اليمن اتصل محب الدين بأهل الثقافة والنباهة وضباط الفرقة الرابعة عشرة من الجيش العثماني السابع في الحديدة، وانعقدت بينه وبين قائد الحديدة البكباشي شوقي المؤيد العظم صداقة وثيقة، وكاشفه بأمر جمعية الشورى العثمانية، فاهتم بها، وأرشده إلى طائفة من الضباط الأحرار الذين كان إبعادهم إلى اليمن عقوبة لهم لكراهيتهم للحكم الفردي وميلهم إلى الحرية. فلم يلبث أن افتتح الفرع الرابع عشر للجمعية المذكورة وكان رئيسها شوقي المؤيد العظم.

### دمشق
ولما أعلن الدستور العثماني عام 1908 رجع محب الدين الخطيب إلى دمشق بنية العمل على تجديد نشاط جمعية النهضة العربية داخل نطاق الدستور العثماني، فرأى أن الدولة لا تريد الاعتراف بجمعية النهضة العربية، وأجبروا الجمعية على أن تجعل اسمها جمعية النهضة السورية وأصبح يطالب معه إخوانه هناك بحقوق العرب التي تنكرت لها حركة التتريك، كان لجمعية الاتحاد والترقي الدور الأكبر في نخر عرش السلطان عبد الحميد الثاني، ولا شك أنّها سترت عن كثير من المنتسبين إليها الأهداف الحقيقية من وراء تأسيسها، لذلك نجد أن بعض صفوة الدعاة إلى وحدة الإسلام وأمّته انضموا لها مبكرًا ثمّ أدركوا متأخرين الشَرَكَ الذي وقعوا فيه، فعادوا يحذرون ومنها. ومع ذلك، فلم ينضم محبّ الخطيب إلى جمعية الاتحاد والترقي في الفترة التي شهدت التخطيط لإسقاط الدولة العثمانية، على عكس بعض رفاقه مثل رفيق العظم الذي كان قد انتمى إليها منذ تأسيسها. إلّا أنّ الرجل وقع في الفخّ كما وقع فيه غيره، عندما عاد محب الخطيب إلى دمشق كان يحدوه الأمل أن يكمل مشروع النهضة العربية في ظلّ الظرف السياسي الجديد الذي تعيش فيه الدولة العثمانية وولاياتها، وتحت وعود الاتحاد والترقي بإفساح المجال للحريّات العامة وإطلاق الصحف والتعبير عن الرأي إلّا أن الرجل ورفاقه فوجئوا برفض مشروعهم لتقنين جمعية النهضة العربية ومجلتها، إذ عبّر رجال الحكم الجديد عن استيائهم من كلمة العربية مطالبين باستبدالها بكلمة السوريّة لم يكن موقف سلطة الاتحاد والترقي في دمشق محليًّا، وإنما كان سياسة عامة تعكس اتجاه الحكّام الجدد، ونزعتهم للإعلاء من شأن العنصر الطوراني على بقيّة عناصر الدولة، ولهذا شهدت الولايات التركية اضطرابات وصلت إلى الأسِتانة نفسها. وقد أدارت هذه الصدمة إبرة بوصلة الخطيب الإصلاحية فكتب يقول:«تغيّرت الصورة التي في ذهني للوطن وأساليب النهوض، ووقفت أسير الحال، أترقب ما يصير إليه الموقف.» حاول محب الخطيب أن يتحايل على القبضة الأمنية الجديدة لرجال الاتحاد والترقي، فأصدر وشارك في تحرير جريدة طار الخرج الهزلية الناقدة للسياسة العثمانية ينتقد فيها الممارسات اللاأخلاقية لرجال السلطة ومساوئ الحكومة الجديدة فلقيت إقبالًا غير مسبوق ونفدت نسخها دون أن يُعرف من خلفها، إلّا أن شكوك النظام السياسي توجهت إلى الخطيب، الذي سارت إليه الأخبار بنيّة رجال السلطة في القبض عليه، فخرج هاربًا إلى بيروت وهناك علم أنّهم أرسلوا في طلبه فكتبت الحكومة التركية إلى المسؤولين في بيروت لملاحقته فهرب إلى القاهرة وهناك شارك في تحرير جريدة المؤيد.

### القاهرة
مكث الخطيب في القاهرة طوال شهر تشرين الأول (أكتوبر) 1907 شاهدًا على ثورة الاتحاد والترقي على سلطانها، وثورته المضادة عليهم حتى سقط عبد الحميد، وأسر في سلانيك، لتنتهي بسقوطه مرحلة طويلة من فكر الخطيب، وتبدأ مرحلة أخرى بعد ما قرر السفر إلى القاهرة. في القاهرة نجح بوساطة من شيخه ومربيه القديم الشيخ طاهر الجزائري في الالتحاق بوظيفة في جريدة المؤيد بواسطة محمد رشيد رضا وأحمد بك تيمور التي كان يكتب فيها صديقه محمد كرد علي للشيخ على يوسف. وقد واكب ذلك الهجوم الإيطالي على طرابلس، مما حفّز الخطيب أن يستغل الجريدة لنشر أخبار المقاومة، ويبث من خلالها بذور فكرة قيامة العرب، انسجامًا مع قناعاته القديمة من ناحية، وردًا على محاولات الاتحاد والترقي الانتصار للعنصر التركي في الولايات العثمانية. وتعرّف على رفيق العظم ثم نسق له الأخير لقاءً مع محمد رشيد رضا الذي أعجب به جداً، ودعاه للانضمام إلى جمعيته السرية. في ذلك الوقت، كانت الجمعيات السرية التي تناضل ضد الأتراك العثمانيين، متعددة، ولعلّ أشهرها جمعية الشورى العثمانية التي أسسها رشيد رضا ورفيق العظم وبعض السوريين اللاجئين إلى مصر فانضم إليهم محب الدين الخطيب حيث طالبه رشيد رضا بافتتاح فرع في اليمن، يضم المواطنين الصالحين. وفي عام 1911 أنشأ حزب اللامركزية مع بعض السوريين المقيمين في مصر، وبحسب رشيد رضا فإنّ حزب اللامركزية كان يراد به خدمة الدولة والبلاد العربية معاً؛ «كان سبب تأسيسه ما أنذرت به الحرب البلقانية العثمانية من توقعات زوال الدولة، وكان يعتقد أن الدولة العثمانية، لا يمكن أن تعيش طويلاً، إذا أصرت على شكل حكومتها المركزية، وتحكيم الترك في جميع شعوب الدولة.» يقول محمد عبد الرحمن برجك «والدارس لصحيفة المؤيد في الفترة التي عمل فيها الخطيب يجد أن التشجيع الكبير الذي أعطته المؤيد للحركة العربية، مرجعه الجهد الكبير الذي بذله الخطيب في هذا المجال.» والملاحظ على فكر محب الخطيب في هذه الفترة أنّه أضاف إلى وسائله الأثيرة في نهضة العرب مثل الكتابة الصحفية ونشر الوعي وسائل عمليّة جديدة مثل الدعوة إلى مقاطعة الإيطاليين والبضائع الإيطالية، وتنظيم اكتتاب للتبرع لصالح المجاهدين في طرابلس، ودحض حجج المناهضين لفكرة الوحدة بين الشعوب من أمثال المفكر المصري أحمد لطفي السيد. تخاذل حكّام الدولة الجدد في نصرة طرابلس فسقطت في أيدي الإيطاليين، ثم نشبت الحرب في البلقان وخسر فيها العثمانيون المدن واحدة تلو الأخرى، مما أهاج مطامع الفرنسيين في الاستيلاء على سوريا بزعم حماية المسيحيين والحقوق التاريخية، وهنا تفككت حلقات عدّة من السلسلة التي ربطت الولايات العربية بما كان دولة الخلافة الإسلامية في تركيا. وأصبح من المنطقيّ بل ومن الضروري أن تفكر النخب العربية في تصوّر جديد للعلاقة بين بلادهم والإدارة في الأسِتانة، فظهرت فكرة اللامركزية. يقول الشيخ محمد رشيد رضا :«إن حزب اللامركزية كان يراد به خدمة الدولة العثمانية والبلاد العربية معًا، وكان سبب تأسيسه .. هو ما أنذرت به الحرب البلقانية العثمانية من توقع زوال الدولة، وقد كنّا نعتقد أن الدولة لا يمكن أن تعيش طويلًا إذا أصرّت على شكل حكومتها المركزية، وتحكيم الترك في جميع شعوب الدولة.» وقد أسفرت انتخابات حزب اللامركزية في 12 يناير 1912 عن اختيار محب الخطيب مساعدًا للسكرتير العام والشيخ رشيد رضا عضوًا تنفيذيًا. ويعد كثير من المؤرخين هذا الحزب أهم الكيانات المدنية التي نجح المهاجرون السوريون في القاهرة في تأسيسها.

#### حزب اللامركزية والجمعية العربية الفتاة
لم يقنع محب الخطيب بدوره الرئيس في حزب اللامركزية؛ فشغل أيضًا منصب معتمد جمعية العربية الفتاة التي تأسست بشكل سريّ، بهدف الاحتفاظ للأمة العربية بحقوقها الطبيعية. وكانت المادة الأولى من دستورها تنص على أن هدف الجمعية النهوض بالأمة العربية إلى مصاف الأمم الحيّة ورغم زيادة جرعة المشاعر القومية في دستور جمعية العربية الفتاة، فإنهم ظلّوا غير قادرين على المطالبة باستقلال كامل للبلاد العربية، فجاء منشورهم الأول دعوة إلى السلطان العثماني لتحديد صلاحياته في الهيئات التنفيذية، على أن يكون للولايات الحق في مجلس نيابي منتخب من أهلها، وحاكم منها يعينه السلطان، لكنّهم عمدوا إلى تهديد صريح للاتحاديين في تركيا، ينبهون فيه إلى مكانة العرب وقوتهم، ويحذرون فيه من مغبّة تجاهلهم «فرجاؤنا من أهل الرأي في الدولة ألا يضطرنا إلى أن نوجه أبصارنا حيث لا يشتهون.» ثم جاء المنشور الثاني بمثابة تقريع ساخن اللهجة لأبناء العرب، جاء فيه «فأنتم لا خاصية تحفظون، ولا كرامة ترعون.» أما المنشور الثالث والأخير فكان هجومًا مباشرًا على الاتحاديين والدولة التركية، بعد تراجعهم عن وعود الإصلاح التي خدّروا بها العرب أثناء مؤتمر باريس. وقد شهد هذا المنشور الدعوة صراحة ولأول مرة إلى الانفصال، ضاربين المثل بدولة اليونان التي استقلت عن الدولة التركية، فنهضت واستقامت شؤونها.
كان دخول الأتراك الحرب العالمية الأولى في حلف ألمانيا القشّة التي قصمت ظهر بعير صبر النخبة العربية الذين أدركوا أن انتصار الحلفاء سوف يغري روسيا بالانقضاض على الأراضي التركية، وبريطانيا وفرنسا باحتلال بلادهم، ومن هنا رأى هؤلاء أنّ الفرصة سانحة لاتخاذ خطوات أكثر جديّة نحو استقلال العرب، وبناء موقف موحد للزعامات الحاكمة يؤازره السياسيون والمثقفون. وقد أسس الشيخ محمد رشيد رضا لهذا الغرض حزبًا جديدًا تحت اسم حزب الجامعة العربية تحرك في مسارين؛ الأول التواصل مع الإنجليز وأخذ تعهدات منهم باحترام رغبة العرب في الحكم الذاتي، والثاني الاتصال مع الأمراء والزعامات العربية مثل الإمام يحيى في اليمن وابن سعود في جزيرة العرب والإدريسي في عسير والشريف حسين في مكة للاستعداد للعمل الموحد إذا لزم الأمر. ورغم ما تظهره الوثائق من معرفة أجهزة الاستخبارات البريطانية ومباركتها لحركة النخبة العربية في ذلك الوقت طمعًا في إضعاف الموقف التركي في الحرب؛ فإن السلطات الإنجليزية ألقت القبض على محب الدين الخطيب ورفيق سفره حال وصولهما إلى الكويت، ورُحِّلا إلى سجن العشار في البصرة. وقد كان السبب في اعتقالهما ميولهما الإسلامية لا العربية كما يقول تقرير ضابط المخابرات البريطانية نتيجة عيون له على المركب التي سافرا عليها. بعد أشهر سُمح للخطيب وحده بالعودة إلى مصر دون أن ينهي مهمته بالتواصل مع الزعماء العرب، إلّا أن جمعية العربية الفتاة نجحت في إرسال مبعوثين آخرين لبعض هؤلاء الأمراء العرب أثناء فترة اعتقاله. لا يعرف أي دور نهض به محب الخطيب بعد عودته من البصرة، لكن يبدو أن حكومة الاتحاد والترقي أدركت خطر تحركاته لوحدة العرب، فحكم عليه بالإعدام ضمن نخبة من المثقفين السوريين واللبنانيين (1916-1917) في ولاية جمال باشا السفاح، لكن الخطيب نجا بفضل هروبه في مصر.

### الثورة العربية الكبرى
أعلن الشريف حسين عن ثورته في العاشر من يونيو من عام 1916 ميلادية، ثم سعى يضم إليه كلّ المؤثرين العرب في مجالات السياسة والعسكرية والصحافة، فكان محب الخطيب الاسم الأول على قائمته لإدارة الحملات الإعلامية لحروب الرجل ومبادئ ثورته. وهكذا سافر الخطيب إلى الحجاز مع أول كتيبة من الجنود العرب في أغسطس من نفس العام برفقة الضابط العربي في الجيش التركي نوري السعيد. أسس محب الخطيب أول مطبعة أميرية لحكومة الحجاز، وأصدر جريدتها الرسمية القبلة التي تخطّى توزيعها جزيرة العرب ليصل إلى العراق والسودان ومصر وبعض الدول الأوربية، كما كتب المنشورات السياسية لمخاطبة زعماء القبائل موضحًا مساوئ حكومة الاتحاد والترقي، وداعيًا إلى تأييد ثورة العرب. فضلاً عن تأسيسه جريدة الارتقاء وهي علمية أدبية تاريخية. وتظهر مذكرات محب الخطيب أن العلاقة بينه وبين الشريف حسين كانت أعمق من ذلك؛ إذ عمل مستشارًا له ينصحه بالرجال المخلصين لفكرة القومية العربية، ويقترح عليه استقطابهم مثل عزيز المصري الذين عيّن بالفعل وزيرًا للحربية فكان الشريف حسين يستشيره في كثير من الأمور الخارجيّة مع الشيخ كامل القصاب. وقد تمكّن الجيش العربي من الانتصار على الأتراك في أكثر من موقعة منها معركة العقبة التي مهدت الطريق إلى سوريا، حيث دخل الجيش العربي مدينة دمشق عام 1918 بقيادة الأمير فيصل فتحددت وجهة الخطيب السياسية بعد مشروع الثورة العربية الكبرى في التحاقه بحكومة الأمير فيصل بن الحسين في دمشق إذ عمل معها، وشارك في كتابة افتتاحيات صحيفتها العاصمة، وبدا معجبًا بفكر فيصل بن الحسين في بناء الدولة الموحدة، واشترك الخطيب مع الأمير فيصل في تجهيز الشعب السوري وتدريبه على حمل السلاح بهدف مقاومة الجيش الفرنسي ومنعه من دخول سوريا، فأنشأ اللجنة الوطنية العليا في دمشق وسائر البلاد السورية، والتي تضم 6 إلى 12 عضواً وقد حظيت العاصمة بـ 48 لجنة، هدفهم كما يقول الخطيب في مذكراته؛ «تحويل دمشق وسائر البلاد السورية الى ثكنات عسكرية، والأمة إلى أمة مسلحة".» حتى تفجّرت جمعية العربية الفتاة من الداخل بين مؤيد ومعارض لاستسلام فيصل للفرنسيين، ثم سقوط دمشق في معركة ميسلون 1920م، فخرج فارًا من القوات الفرنسية إلى القاهرة، بعد أن تنّكر وغيّر اسمه في قافلة جمال عن طريق فلسطين.

### جمعية الشبان المسلمين

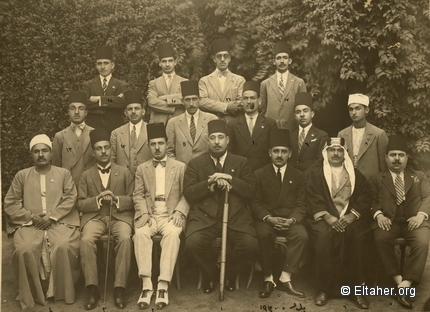
صورة تجمع أعضاء الوفود التي حضرت مؤتمر جمعيات الشبان المسلمين في مصر وغيرها من البلدان وذلك في المقر العام للجمعية في القاهرة يوم 10 يوليو (تموز) 1930. ويظهر بينهم محب الدين الخطيب واقفاً في الخلف الثاني من اليسار

عام 1920 ولدى دخول الفرنسيين دمشق غادر محب الدين دمشق واستقر في القاهرة، حيث عمل في التحرير في جريدة الأهرام نحواً من خمس سنوات، كما أسس المكتبة السلفية ومطبعتها حيث أشرف بنفسه على طباعة الكتب السلفيّة ونشر عدد كبير من كتب التراث وغيرها، وأصدر أيضاً مجلة الزهراء وهي مجلة أدبية اجتماعية شهرية دامت خمس سنوات. ثم أسس جريدة الفتح والتي دامت ثلاثة وعشرين عاماً، خصصها للتاريخ والأحداث السياسية، ثم تولى تحرير مجلة الأزهر مدة ست سنوات ثم كان صاحب فكرة تأسيس وجمعية الشبان المسلمين في القاهرة وساهم في إنشاء وكاتم سرها، وقد عملت الجمعية سنوات عديدة في توجيه الشباب إلى الإسلام الصحيح والسير في الطريق المؤدية إلى إعلاء شأن المسلمين. وقد أحدث قيام الجمعية ردة فعل لدى دعاة الإلحاد والقائمين على التبشير، فتربصوا به حتى وجهوا أنظار النيابة إلى مقال كتبه بعنوان الحرية في بلاد الأطفال نال فيه من ملك الأفغان ومن كمال أتاتورك، فقبض عليه وحكم بالحبس لمدة شهر.

أسس محب الدين الخطيب جمعية الشبان المسلمين بالتعاون مع عدد من شخصيات مصرية منهم أحمد تيمور ومحمد الخضر حسين شيخ الأزهر الأسبق، وكان الهدف منها مقاومة الإلحاد والتغريب وشبهات المستشرقين والدعوة لمكارم الأخلاق والتعامل المرن مع الحضارة الغربية باقتباس النافع والمفيد وتقديم البديل للشباب لقضاء وقت فراغهم في أنشطة رياضية مفيدة، وكان للجمعية دور ملموس في الشباب المصري، ومن أعضائها حسن البنا، قبل إنشائه جماعة الإخوان المسلمون، وكانت مجلة الفتح بمثابة الناطق الإعلامي للجمعية فتنشر أخبارها وندواتها. يقول الشيخ يوسف القرضاوي عن علاقة محب الدين الخطيب مع حسن البنا:
 يقول محب الدين الخطيب عن حسن البنا:
 طلب حسن البنا من الخطيب المساعدة في إنشاء جريدة جماعة الإخوان المسلمين، وترأس محب الدين تحرير الجريدة وطبعها بالمطبعة السلفية، وبقي يرأسها ثلاث سنوات، وعقب ذلك واصل الخطيب الكتابة في العديد من الصحف والمجلات التابعة لجماعة الإخوان.

## جهوده وآثاره العلميّة
لم يكن الخطيب إلا مدافعًا عن أمته في مواجهة كل الأخطار، حيث نشر في مجلة المؤيد أعمالًا ضد المبشرين البروتستانت ووضح ما يكيدونه للمسلمين وألف إثر ذلك الغارة على العالم الإسلامي وكان الشيخ من أوائل العلماء الذين تنبّهوا لأخطار الصهيونية وحذروا منها وكشفوا الغطاء عن حقائقها وأسرارها ومحاولة اليهود في الوصول إلى فلسطين. في معرض حديثه يقول الشيخ القرضاوي عن محب الدين الخطيب:«لقد ساهمت كتب الأستاذ محب الدين الخطيب ومؤلفاته وتحقيقاته وترجماته القيمة بعطائها الفكري المتجدد وثرائها المتأصل مع صحافته النيرة المجددة بكل ألوانها وأسمائها في وضع منهج متميز لدراسة المستجدات وتجديد المسارات وإيقاظ العقول والضمائر وتدل مؤلفاته وكتبه على عمق تفكيره وقوة معرفته.»

### ضد المبشرين البروتستانت
نشر الخطيب في مجلة المؤيد كثيراً من أعمال المبشرين البروتستانت نقلاً عن مجلتهم مجلة العالم الإسلامي الفرنسيّة، وفضح ما يراد بالمسلمين من حشر على أيديهم وعقولهم الملوثة، فكان من نتاج ذلك «الغارة على العالم الإسلامي» الذي كان له دوي في العالم الإسلامي.

### ضد الصهيونيّة
كان الخطيب من أوائل العلماء الذين تنبّهوا لأخطار الصهيونية، وحذروا منها، وكشفوا الغطاء عن حقائقها وأسرارها، ومحاولة اليهود في الوصول إلى فلسطين عام 1844م ومطالبتهم لمحمد علي باشا بفلسطين، وما كان بينهم وبين عبد الحميد الثاني سنة 1902م، ومقالاته في الفتح شاهد صدق على ذلك.

### ضد المستعمر الفرنسي
كان الشيخ محب الدين الخطيب مشرف اللجان التي تشكلت لجمع المال من أجل المجاهدين الذين يستعدون لملاقاة الفرنسيين الغزاة في ميسلون قرب دمشق.

### نقده للمذهب الشيعي الاثني عشري
استطاع أحد علماء الشيعة وهو الشيخ «محمد القمي» في عام 1368هـ / 1947م بعد قدومهِ إلى مصر إنشاء دار التقريب وأصدر مجلة اسمها رسالة الإسلام واستأجر شقة في حي الزمالك حيث كان الغرض منها التواصل بين المذاهب الإسلامية المختلفة والتعارف فيما بينهم. كان الشيخ محب الدين الخطيب من المتعصبين ضد هذه الفكرة حيث قال:«انفض المسلمون جميعاً من حول دار التخريب التي كانت تسمى دار التقريب ومضى عليها زمن طويل والرياح تصفر في غرفها الخالية تنعي من استأجرها.» ثم يذكر أنه لم يبق متعلقاً بعضويتها إلا بعض المنتفعين مادياً في ولاء انتمائهم إلى هذه الدار، وأن العلماء المخلصين من أهل السنة انكشف لهم المستور من حقيقة دين الرافضة ودعوة التقريب التي يريدها الرافضة، فانفضوا عن الدار وعن الألاعيب التي يراد إشراكهم في تمثيلها، ثم يقول:«فلم يبق موضع عجب إلا استمرار النشر الخادع في تلك المجلة ولعل القائمين يضعون لها حداً.» وهذه المجلة رسالة الإسلام توقفت عن الصدور في 17 رمضان 1392 هـ وكان آخر عدد هو العدد (60).
كانت علاقة محب الدين مع الشيعة متوترة، فقد كان يحذر منهم حتى إنه كتب كتابه الأشهر وهو الخطوط العريضة للأسس التي قام عليها دين الشيعة الإمامية الإثنا عشرية وعنه يقول الشيخ يوسف القرضاوي: «إنه أثار قضايا خطيرة عن القرآن عند الشيعة والقول بتحريفه ونقصه ومَن ألف في ذلك من الشيعة وخصوصًا كتاب فصل الخطاب في إثبات تحريف كتاب رب الأرباب – أي القرآن العظيم – للنوري الطبرسي الذي احتفل الشيعة بوفاته احتفالًا كبيرًا ودفنوه بالقرب من قبر الإمام علي ». بعد أن قرر الشيعة إرسال دعاتهم لمصر وتأسيسهم لدار التقريب في القاهرة عام 1946 رفض محب الدين فكرة التقريب وحاربها، وكان ينادي بالتقريب بين أهل المذاهب في المواقف المشتركة لا تقريب المذاهب نفسها لاستحالة ذلك. وركز الخطيب على أن المشكلة في المذهب الشيعي أنه يحتوي على عقائد كفرية تطعن بالقرآن الكريم والصحابة وأمهات المؤمنين وكان يقول: «لماذا لم يسعَ الشيعة لإنشاء دار تقريب في طهران أو قم أو النجف أو جبل عامل أو غيرها من مراكز الدعاية للتشيع». كما رد على رفيقه حسن البنا واختلف معه بهذا الخصوص، إذ كان البنا يميل إلى مبدأ التقريب مع الشيعة. يضيف القرضاوي:«كتب محب الدين الخطيب عدة كتب ورسائل يدافع فيها عن الصحابة، مثل تحقيقه وتعليقه ونشره للجزء الخاص بموقف الصحابة من كتاب العلامة المالكي القاضي أبي بكر بن العربي، المعروف باسم العواصم من القواصم ومثل حواشيه على كتاب المنتقى من منهاج الاعتدال للذهبي. كما كتب كتابًا سماه مع الرعيل الأول أبرز فيه مكانة الصحابة في الدين وجهادهم وجهودهم في نصرة خاتم النبيين، وكتب كذلك عن حملة رسالة الإسلام الأولون وبين مناقبهم وفضائلهم، وما كانوا يحملونه من قيم عليا ومثل رفيعة تجعلهم أبعد ما يكونون عما وصفهم به الذين شوهوهم».

### جهوده في نشر الاعتقاد السلفي
أسس الخطيب المكتبة السلفية ومطبعتها بأموال حصل عليها من بيعه منزلًا له بدمشق، فجعلها كبرى وسائله في تحقيق أهدافه؛ إذ جعل ينشر فيها من كنوز التراث الإسلامي عشرات الكتب، ويطبع فيها رسائل من تأليفه وتأليف كبار العلماء والمفكرين. ونشر فيها كتب شيخ الإسلام ابن تيمية، ودفاعه عن الصحابة ورد الشبهات عنهم، ويتجلى ذلك في نشره كتاب العواصم من القواصم، وهو كتاب كذب فيهِ الروايات التي تتحدث عما حصل بين الصحابة من فتن وانشقاق. ونشر كتاب فتح الباري مع تعليقات الإمام ابن باز. وكان له تواصل مع العلماء والدعاة السلفيين مع تشجيعهم، ومن ذلك رسالته للشيخ الألباني كما في مقدمة كتاب آداب الزفاف.

### تأسيس الجماعات والجمعيات
دفع الخطيب تلميذه؛ محمد حامد الفقي لإنشاء جماعة أنصار السنة المحمدية لتقوم بنشر المنهج السلفي، وقد كان الخطيب وراء تأسيس جمعية الشبان المسلمين، التي كان من المفترض أن تقوم بدور تثقيفي جهادي كما يزعم القريبون من فريق التأسيس، فضلاً عن دعمه حسن البنا لتأسيس جمعية الإخوان المسلمين، وعمله مستشاراً ومرشداً فكرياً للبنا حتى مقتله، وفي نهاية مشواره دفع بآخر تلاميذه؛ محمد إسماعيل المقدم لإنشاء المدرسة السلفية العلمية في الإسكندرية.

## آثاره العلميّة
إذا كان الجهد الحركي لمحبّ الدين الخطيب في خدمة قضايا الأمة يستحق أن يكون في مناهج التعليم ليجد فيه النشء القدوة الملهمة؛ فإنّ خدماته الموسوعية لمصادر الثقافة الإسلامية تكاد تكون فريدة، وقلمّا تجتمع لرجل واحد من أهل هذا الزمان.

### خدمة القرآن الكريم
يمكن لقارئ مقالات محب الدين الخطيب في مجلَّة الفتح أن يلحظ كيف حظي القرآن الكريم باهتمام بالغ في كتاباته، إذ خصص مقالات عدَّة يتصدى فيها لتأويلات خاطئة للآيات، أو ترجمات غير منضبطة لسور القرآن الكريم. وكان غاية الرجل أن يتصدّى للتفسيرات الحداثية التي ذاعت حينئذٍ، وحاولت ليّ بعض معاني الآيات القرآنية لتناسب النظريات العلمية التي تلقى رواجًا في الغرب، فكتب الخطيب مقالًا في جريدة الفتح بعنوان، ’’هل الشيطان معناه نزغات الشرّ المنبثة في العالم؟‘‘، يوضح فيه أنّ مخلوقات الله المحجوبة بالغيب مثل الملائكة والشياطين والجنّة والنّار لا يجوز تكييفها أو استحداث صور لها إلا بنص ثابت. ولم تقتصر جهود الخطيب على تأصيل الثوابت القرآنية للعلوم الكونية، وإنما امتد جهده كذلك إلى التصدي لمحاولات إلغاء أحكام شرعية ثابتة بنصوص صريحة مثل تعدد الزوجات. فعندما تحركت بعض الدوائر في مصر لاستصدار تشريع يقضي بإلغاء التعدد وتجريمه، كتب مقالًا بعنوان ’’هجوم على حكم من أحكام القرآن‘‘، بيّن فيه حرمة التعدي على النصوص القطعية، موضحًا من زاوية أخرى حكمة التعدد وضوابطه. ولعلّ من أبرز جهود محب الدين الخطيب في خدمة القرآن صلابته في قضية دمج النصّ القرآني مع التفسير عند الترجمة للغات الأجنبية، بحجة تسهيل قراءته والتعبّد به لذوي اللسان الأعجمي. فكتب في العدد 493 من مجلة الفتح، مقالًا بعنوان ’’ترجمة القرآن‘‘، وكتب مقالين في مجلة الأزهر في نفس العام تحت عنوان ’’لماذا نترجم القرآن؟‘‘، يكشف فيها عن الضوابط الشرعية لنقل النصوص القرآنية إلى لغات أجنبية.

### خدمة السنّة النبوية
كان لسنّة النبي ﷺ مع محب الخطيب حال خاص، فهو الداعي إلى التمسُّك بها، وهو الطابع والناشر والمحقق والمعلّق والشارح لما صنّف فيها وحولها، وهو المحارب للبدع، واللسان المبين للرد على المتطاولين عليها. ولم تكن علاقة الخطيب بسنّة النبي الكريم علاقة نظريّة، يهتم فيها بالجانب المعرفي وحسب، وإنمّا كانت علاقة تأسيسية؛ إذ شكلت السيرة النبوية معتقدات الرجل ومنطلقات تصرفاته، كما يقول عن نفسه «كلما خارت قواي وظننت أن الاستسلام للتيار أجدى رجعت بروحي وعقلي إلى سيرة القدوة الأعظم صلى الله عليه وسلم، فوقفت وقفة الخشوع والإجلال تجاه سنين من حياته الشريفة قضاها في معالجة أخلاق قومه العرب، وإعدادهم لحمل مشعل الفضيلة والهدى، والسير به في أقطار الدنيا». وهكذا انشغل محب الخطيب بتقديم كتب السنة للشعوب الإسلامية ليجدوا فيها صحيح الفهم لهذا الدين، فكان من أجلّ ما قام به، شرح وتحقيق صحيح البخاري، الذي طبع بعضه في حياته، والبعض بعد وفاته، إذ أكمل الشيخ آخر ورقات هذا المصنّف قبل موته بليلة واحدة.

### قضايا عصره
ولم يكن محب الدين الخطيب بطبعه من الذين يدفنون رؤوسهم في الأوراق والكتب؛ متغافلين عن قضايا عصرهم، أو متجنبين الصراعات الفكرية؛ حرصًا على مكانة أو منفعة. فالخطيب رجل الصفوف الأولى دائمًا، لذا نجده ينبري إلى خوض إحدى أشهر المعارك الفكرية في زمنه، والتي أثارها كتاب ’’الإسلام وأصول الحكم‘‘ لعلي عبد الرزاق أحد منتسبي الأزهر الشريف، الذي رفض فيه فكرة الخلافة الإسلامية، ودعا إلى فصل الدين عن الدولة وغير ذلك من التعرّض لشخص النبي ﷺ فكتب الخطيب سلسلة من المقالات في مجلته الفتح لتفنيد الشبهات، واحدة تلو الأخرى. ولم يكن عبد الرازق وحده الذي انقض عليه محب الخطيب كالليث الكاسر؛ فقد كشّر عن أنيابه دفاعًا عن سنّة النبي صلى الله عليه وسلم، وسمعة أصحابه عندما نشر شخص يدعى محمود أبو ريّة كتابين هما ’’أضواء على السنّة النبوية‘‘، و’’شيخ المضيرة أبو هريرة‘‘ لاكَ فيهما سيرة رواة الحديث لا سيّما أبو هريرة -رضي الله عنه-؛ فردَّ محب الخطيب بمقال في مجلة الأزهر، ثم عاد ونشر كتابًا مجمّعًا مع الشيخين سليمان الندوي، ومصطفى السباعي لدحض هذه الأكاذيب بعنوان ’’دفاع عن الحديث النبوي، وتفنيد شبهات خصومه‘‘. ولم يكن الخطيب رجل نخبة ينشغل بمعارك الصفوة فقط؛ وإنما كان رجل عامّة أيضًا، فحرص على الكتابة للبسطاء موضحًا خطورة وقوعهم في بعض البدع والشركيّات، مبسطًا أسلوبه، مستثمرًا العاطفة القوية للدين في تغيير عادات الناس.

### خدمة كتب التراث
تعددت صور خدمة محب الدين الخطيب لكتب التراث الإسلامي والعربي، سواء المخطوط منها أو المنشور. فعني بنفسه بنسخ بعض المخطوطات والتعليق عليها ووضع فهارسها، وقدّم بذلك بعض المصنفات لأول مرة للقارئ بالعربية. ومن المخطوطات التي عمل على نسخها بيده كتاب ’’الميسر والقداح‘‘ لابن قتيبة، وكتاب ’’أيمان العرب في الجاهلية‘‘ لأبي إسحق النجيرمي، الذي اعتمد في تحقيقه على نسختين من مصدرين بينهما تفاوت كبير. كما حقق الجزء الثاني من كتاب ’’العواصم من القواصم‘‘ لأبي بكر المالكي، وقدم ونشر وطبع العديد من كتب شيخ الإسلام ابن تيمية منها ’’العقيدة الواسطية‘‘، و’’جواب أهل العلم والإيمان بتحقيق ما أخبر به رسول الرحمن، من أن قل هو الله أحد تعدل ثلث القرآن‘‘. وامتد جهد الرجل إلى العديد من الرموز الإسلامية والإصلاحية المحدثين، فحقق وعلق على كتاب الشيخ محمد بن عبد الوهاب ’’مسائل الجاهلية التي خالف فيها الرسول صلى الله عليه وسلم أهل الجاهلية‘‘، وكتاب ’’مجموعة التوحيد النجدية‘‘. وكان محب الدين الخطيب يحض الكتّاب العرب والمسلمين على بذل الجهد لسد النقص في المكتبة الإسلامية، فدعا إلى كتابة معجم يضم تراجم المسلمين في العلم والعمران والسياسة والحرب والشعر والرواية، وكذلك معجم للجماعات القومية والدينية، ومعجم جغرافي للبلاد والآثار، ومصنفات في الخطّ العربي وفنونه.

### في مقاومة التنصير
كان محب الدين الخطيب بمثابة الفنار الذي تهتدي بنوره سفن المسلمين حول العالم، وكان الرجل محلّ أمل الناس من كل وطن. وقد ساعده ذلك في أي يحيط بأخبار حواضر الإسلام في عصره، فراعه نشاط حملات التنصير الغربية في أغلب دول الإسلام تحت سمع وبصر حكامها. وحاول الخطيب قدر جهده كشف حركة هذه القوافل التنصيرية من خلال مقالات متعددة في جريدته الفتح ترصد أماكنهم واستراتيجياتهم محذرة المسلمين منهم. فكتب في العدد 68 مقالًا بعنوان ’’الإسلام والنصرانية في السودان‘‘، وفي العدد 79 مقالة ’’المبشرون في بلاد العرب‘‘، وفي العدد 84 ’’الدخائل في تركيا‘‘، وفي العدد 85 ’’المبشرون في الشراة ومعان‘‘ بالأردن. ولم يكتف بهذا الرصد المنبّه لعموم الأمة وخاصتها، وإنما طفق يحلل أسباب جرأة المنصرين على بلاد الإسلام، كاشفًا حيلهم والشبهات التي ينفذون من خلالها في أكثر من مقال منها ’’المكفوفون ودعاة النصرانية‘‘، و’’الآباء التيوس‘‘، و’’هل هذا صحيح؟، واجب جديد من الأزهر نرجو أن ينهض به‘‘.

### مؤلفاته
ترك الشيخ محب الدين مؤلفات إسلامية عدة تدل على عبقريّته وموسوعيّته كما قال أنور الجندي:«وبالجملة فإنّ السيد محب الدين الخطيب وآثاره تعد رصيداً ضخماً في تراثنا العربي، وفكرنا الإسلامي، وقد أضاف إضافات بناءة، وقدم إجابات عميقة، وزوايا جديدة لمفاهيم الثقافة العربيّة وقيمها الأساسيّة.» منها:
| - توضيح الجامع الصحيح للإمام البخاري، شرح صغير. - الحديقة، 14 جزء، مختارات في الأدب الإسلامي في مختلف العصور وفي مختلف الموضوعات. - الخطوط العريضة التي قام عليها دين الشيعة الإثنى عشريّة. - البهائية. - مع الرعيل الأول، عرض وتحليل لحياة الرسول مع أصحابه. - حملة رسالة الإسلام الأولون. - رسالة الجيل المثالي. - من الإسلام إلى الإيمان، حقائق عن الفرقة الصوفيّة التيجانيّة. | - اتجاه الموجات البشرية في جزيرة العرب. - الإسلام دعوة الحقّ والخير. - ذو النورين عثمان بن عفان. - مراسلات بينه وبين الأمير شكيب أرسلان، بلغ ألف رسالة. - الغارة على العالم الإسلامي - ترجمة -. - تاريخ مدينة الزهراء. - الأزهر ماضيه وحاضره. - القياس في الشرع الإسلامي وإثبات انه لم يرد نص يخالف القياس الصحيح - وقد نشره ولده قصي محب الدين الخطيب. |

وله تعليقات على كتب عديدة منها:
- تعليقاته الرائعة على كتاب العواصم من القواصم لابن العربي المالكي وهي أكبر وأهم من الكتاب.
- تعليقات على كتاب المنتقى من منهاج الاعتدال للذهبي.
- تعليقات على مختصر التحفة الإثني عشرية للألوسي.
- تعليقات مفيدة على كتاب الإكليل للهمداني.

وقد طبع كتاب الأدب المفرد للبخاري مع تخريج أحاديثه، وكذلك طبع فتح الباري بشرح البخاري لابن حجر مع الإشارة إلى الأبواب التي تفرقت فيها الأحاديث بالتعاون مع محمد فؤاد عبد الباقي. وما نشر كتابا إلا وكتب مقدمة علمية عن المؤلف وعن الكتاب ثم هناك مئات من المقالات التي كتبها في موضوعات شتى خلال عمره المديد في الزهراء والفتح والأزهر وغيرها من الصحف والمجلات.
وكان يجيد اللغات العربية والتركية والفارسية والفرنسية.
في آخر عمره انكب الشيخ المجاهد على التأليف والكتابة قبل وفاته في الثاني والعشرين من شوال سنة 1389هـ (الثلاثين من ديسمبر 1969م)، تاركًا خلفه إرثًا ضخمًا من الكتب التي جمعها طيلة حياته، وتلك التي خطّها قلمه، وصل عددها «نحو عشرين ألف مجلد ما بين مخطوط ومطبوع، وبها مجموعة كبيرة من الكتب النادرة، وكانت فهارسها تبلغ خمسة وستين مصنفًا، وكان الخطيب قد جعلها قبل وفاته وقفًا على أهل العلم».

## اعتزاله وفاته
انزوى الشيخ في آخر حياته في مكتبته وقطع صلته بالناس وانكب على التأليف والتحقيق، وكانت نزهته يوم الجمعة بعد صلاة العصر؛ حيث يذهب إلى سوق الكتب المقام على سور حديقة (الأزبكية) في القاهرة ويشتري الكتب المختلفة وقد ثابر على هذه العـادة إلى ما قبيل وفاته. تُوُفِّيَ يوم الثلاثاء 21 شوال سنة 1389 هـ، الموافق 30 ديسمبر سنة 1969م، بمستشفى الكاتب بالدقي في مصر بعد إجراء عمليَّة جراحيَّة، وهو ابنُ ثلاثٍ وثمانينَ سنة، بعد أن أمضى حياة مَلْأَىٰ بالعمل والنَّشاط.

## الإرث الثقافي
كان للشيخ طاهر الجزائري حلقة علمية بدار الكتب بدمشق، يؤمها الشيوخ والشباب ومنهم محب الدين الخطيب، الذي كان حريصًا على قراءة الصحف والمجلات الصادرة بمصر وتركيا، وقد تأثّر بكتاب طبائع الاستبداد لمؤلفه عبدالرحمن الكواكبي وبكتاب الإسلام والنصرانية لمؤلفه الشيخ محمد عبده. 
ثم سافر إلى اليمن للعمل كمترجم في القنصلية التركية بمدينة الحديدة، وقد سعى فترة بقائه هناك إلى إنشاء مدرسة كانت هي المدرسة الوحيدة، وكان يتولى تدريس معظم العلوم فيها، بالإضافة لعمله كمترجم، ولكن المقام لم يطل به كثيرًا في اليمن، فعاد إلى دمشق، ثم سافر إلى مصر، حيث عمل في جريدة المؤيد فذاع صيته وانتشرت مقالاته وترجماته، وبخاصة ما يتعلق بالمبشرين البروتستانت، وخططهم لتنصير المسلمين، والتي كان ينشرها الكاتب الفرنسي المبشر مسيو لوشاتليه في الدوائر الكنسية، فكشفها محب الدين الخطيب ونبّه المسلمين إلى خطورتها، ثم جمعها في كتاب وأصدره بعنوان الغارة على العالم الإسلامي كما عمل مترجمًا ومحررًا بجريدة الأهرام المصرية فترة قصيرة لأنه لم يرتح لسياسة القائمين عليها، الذين يداهنون الاستعمار وأعوانه ولا يهتمون بقضايا المسلمين وما يحيط بهم من مؤامرات ومكائد. وحين أصدر مجلة الفتح جعلها منبرًا للدفاع عن الإسلام والمسلمين، ومعالجة قضايا العروبة والإسلام، والحفاظ على الدين واللغة العربية ونشر الثقافة الإسلامية، واستقطب لها الكثير من الكتَّاب المسلمين من جميع أنحاء العالم الإسلامي.
ولم يكتف بذلك، بل سعى مع ثلة من المفكرين والعلماء والدعاة والمصلحين على الدين لإنشاء جمعية الشبان المسلمين بالقاهرة التي شارك في تأسيسها محمد الخضر حسين، وأحمد تيمور، وعبد العزيز جاويش، ومحمد أحمد الغمراوي، وعبد الوهاب النجار، وحسن البنا، وصالح حرب وغيرهم. وقد أسندت رئاستها للدكتور عبد الحميد سعيد، فكانت هذه الجمعية في أول تأسيسها منارة إصلاح ورسالة توجيه وإرشاد. وقد قامت مجلة الفتح بنشر أكثر ما يقال في منتديات جمعية الشبان المسلمين من محاضرات ودروس وندوات واحتفالات، وامتدت المجلة بموضوعاتها إلى تحليل معضلات العالم الإسلامي الرازح تحت وطأة الاستعمار. كما أصدر محب الدين الخطيب مجلة الزهراء التي تُعنى بالبحث العلمي والنقد الموضوعي للأفكار الوافدة والمقولات الباطلة التي يرددها تلامذة الغرب والاستعمار وأدعياء الثقافة والأدب ورموز التغريب السائرين في ركاب المستشرقين والمستعمرين الصليبيين.
لقد كان محبّ الدين الخطيب متعاونًا مع كل العاملين للإسلام من الدعاة والمصلحين والزعماء المخلصين أمثال محمد رشيد رضا، وشكيب أرسلان، وحسن البنا، وتقي الدين الهلالي وغيرهم، وكان كخلية النحل في نشاطه وتحركه وصولاته وجولاته، إذ كان واسع الاتصال بالشخصيات الإسلامية في أنحاء العالم. وقد أصدر بالتعاون مع حسن البنا وطنطاوي جوهري مجلة الإخوان المسلمون الأسبوعية سنة 1933م. كما للخطيب مقالات يكتبها في مجلة الشهاب الشهرية التي أصدرها حسن البنا، وكذا مقالاته الأسبوعية في جريدة الإخوان المسلمون اليومية منذ صدورها عام 1946م إلى حين توقفها عن الصدور في 8/12/1948م. ولم يتوقف محب الدين الخطيب عن الكتابة والنشر، بل استمر من خلال المكتبة السلفية والمطبعة السلفية يُصدر الكتب والنشرات، ويحقق كتب التراث الإسلامي، ثم رئيسًا لتحرير مجلة الأزهر بناء على ترشيح شيخ الأزهر العلاّمة الإمام محمد الخضر حسين، ولقد كانت افتتاحيات محب الدين الخطيب زادًا للطلبة الأزهريين.

### قالوا عنه
يقول الدكتور محمد رجب البيومي في كتابه النهضة الإسلامية في سير أعلامها المعاصرين:

### شبهات حول الخطيب
من الشبهات التي أُثيرت عن محب الدين الخطيب أنه كان ماسونيّاً، وتتلمذه على كتب محمد عبده، ومحمد رشيد رضا، وعبد الرحمن الكواكبي. وتأسيسه لعدة جمعيات مناهضة لسياسة التتريك الطورانية، ولكن لم يثبت بنقل صحيح أو تصريح صحيح أن السيد محب الدين الخطيب تأثّر بالماسونية، وعلى الرغم من صلته بمحمد عبده ورشيد رضا والكواكبي فإن هؤلاء تأثروا بالماسونيّة، وانخدعوا بشعاراتها، ولمّا انكشف لهم حقيقتها تبرؤوا منها، وبخاصّة رشيد رضا، ومقالاته في ذمها والتحذير منها ملأت مجلة المنار. أما تأسيسه عدة جمعيات مناهضة لسياسة التتريك الطورانية؛ فكان هدفها المطالبة بحقوق العرب ضمن الدولة العثمانية، وفي ذلك يقول الشيخ محب الدين الخطيب: «إني أقر بكلّ صدق بأني وأنا وجميع من استعنت بهم وتعاونت معهم من رجال العرب وشبانهم لم يخطر ببالنا الانفصال عن الدولة العثمانية.» ويقول:«من مصلحة العرب في الدولة العثمانية أن تقر لهم الدولة بلغتهم في الإدارة والتعليم في البلاد التي يتكلّم أهلها العربيّة، وألا تبلغ بهم الحماقة إلى حد أن يكون التعليم في بلادهم بلغة أجنبية عنهم، وإلى حد أن تكون لغتهم محرماً عليهم استعمالها، أن تكون لغة الإدارة والقضاء في صميم الوطن العربي».

## وصلات خارجية
- حاجتنا اللغوية إلى مجمع يوثق به مقال بقلم محمب الدين الخطيب.
- محب الدين الخطيب المكتبة الشاملة.
- كتاب محب الدين الخطيب و دوره في الحركة العربية من موقع مكتبة نور.
- كتاب قضايا الإصلاح و النهضة عند محب الدين الخطيب جامع الكتب.
- محب الدين الخطيب و قضايا المغرب العربي 1929-1958 مؤسسة محمد بن راشد آل مكتوم للمعرفة.
- الجهود الثقافية للشيخ محب الدين الخطيب (دراسة تحليلية) من مركز ودود.
- مقالات محب الدين الخطيب على موقع أرشيف الشارخ.
- أرشيف مجلة الفتح موقع الحصن.
- محب الدين الخطيب يكتب عن حسن البنا والإخوان المسلمين موقع الإخوان.
- محب الدين الخطيب يهاجم الدعوة للعامية موقع طريق الإسلام.
- هل صح عن العلامة محب الدين الخطيب أنه من عملاء المخابرات البريطانية أرشيف ملتقى أهل الحديث - 3 . المكتبة الشاملة.
- رسالة من ابن باز إلى محب الدين الخطيب حول مقالة بمجلة الأزهر موقع الإمام ابن باز.
- رسالة إلى محب الدين الخطيب بخصوص الجزء الأول من الفتح موقع الإمام ابن باز.
- حوار مع .... محب الدين الخطيب رابطة أدباء الشام.
- الرّيادة في صناعةِ الإعلام عند محبّ الدّين الخطيب بقلم محمد خير موسى.